# Pentagonicitae
Los pentagonícitos (Pentagonicitae) son una supertribu de coleópteros adéfagos  de la familia Carabidae. 

## Tribus
Tiene las siguientes tribus:
- Pentagonicini[1]